# Červené jezero (Chorvatsko)
Červené jezero (chorvatsky Crveno jezero) je krasové jezero v závrtu u obce Imotski ve Splitsko-dalmatské župě v Chorvatsku. Jeho hloubka se odhaduje na 280 až 350 m, přičemž hloubka celého závrtu je 480 m. Jezero bylo původně podzemní a teprve, když se zřítil strop jeskyně, změnilo se na povrchové.

## Vlastnosti vody
Červená barva vody je způsobena oxidy železa.

## Přístup
K jezeru není přístup, jelikož se stěny zvedají od hladiny kolmo nahoru až do výšky 200 m.